# Pistoia Football Club
Il Pistoia Football Club, più spesso indicata come Pistoia F.B.C., è stata la prima società calcistica della città di Pistoia. Fondata nel marzo 1911, nel 1921 abbandonò denominazione e colori sociali per dare vita alla sezione calcio della nascente Unione Sportiva Pistoiese.

## Storia

### La fondazione

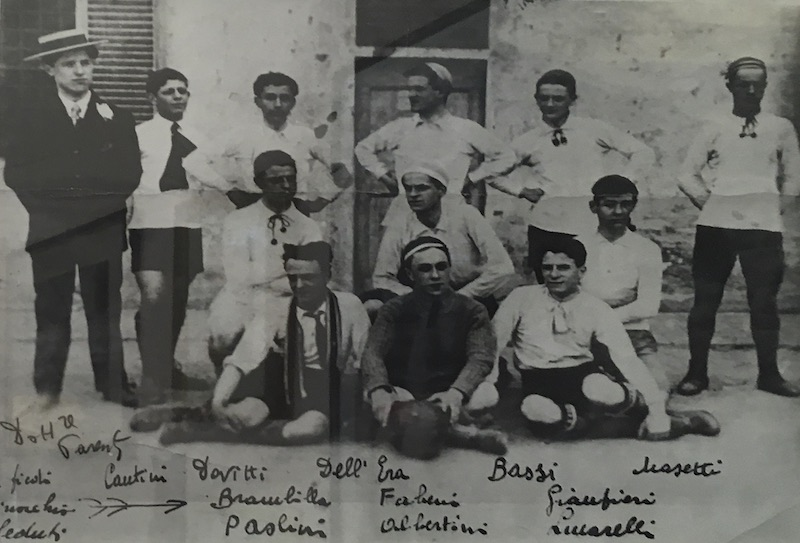
Il Pistoia Football Club nel 1911

Il 26 marzo del 1911 il periodico Il Popolo Pistoiese pubblicò il seguente annuncio: «Sappiamo che pure nella nostra città, per iniziativa di un gruppo di appassionati del giuoco del calcio, si è costruita in questi giorni la società Football Club Pistoia, avente appunto lo scopo di sviluppare fra la nostra gioventù anche questo utilissimo e dilettevole sport, che fino ad oggi non fu da noi per niente conosciuto e praticato». L'iniziativa fu di un gruppo di sportivi guidato dal giovane impiegato Francesco Vallecorsi. 

### I primi anni
Nei primi due anni di vita, l'attività del Pistoia fu esclusivamente a carattere amatoriale: per campo di gioco fu scelta la spianata di Campo Marzio (l'odierna piazza della Resistenza), adiacente alla Fortezza di Santa Barbara e utilizzata come ippodromo per le corse al trotto. Nel corso del 1913 il Pistoia FBC disputò una serie di gare amichevoli. La prima andò in scena domenica 1 giugno in Campo Marzio contro il Club Sportivo Firenze (risultato 2-2), mentre la prima trasferta documentata è datata 19 ottobre 1913, a Firenze, contro il Firenze Football Club (risultato 6-0 per i fiorentini). 

### Il campionato di Promozione 1913/14
Nel 1913 il Pistoia FBC si affiliò alla Federazione Italiana Gioco Calcio e si iscrisse al campionato di Promozione: unico avversario fu la Libertas Lucca, con cui si sfidò in un doppio confronto valido per la conquista della Prima Categoria. Entrambe le partite si conclusero con il risultato di 2-2. Per decidere la vincente si rese necessario uno spareggio, che ebbe luogo il 24 maggio 1914 sul campo di gioco di piazzale Barriera Daziaria a Firenze, quartiere Rifredi. Il Pistoia FBC si impose per 6-2 guadagnando l'accesso alla categoria superiore, ma non vi partecipò mai per l'impossibilità di disporre di un impianto di gioco omologabile.

### Il Comitato Regionale Libero di Pistoia

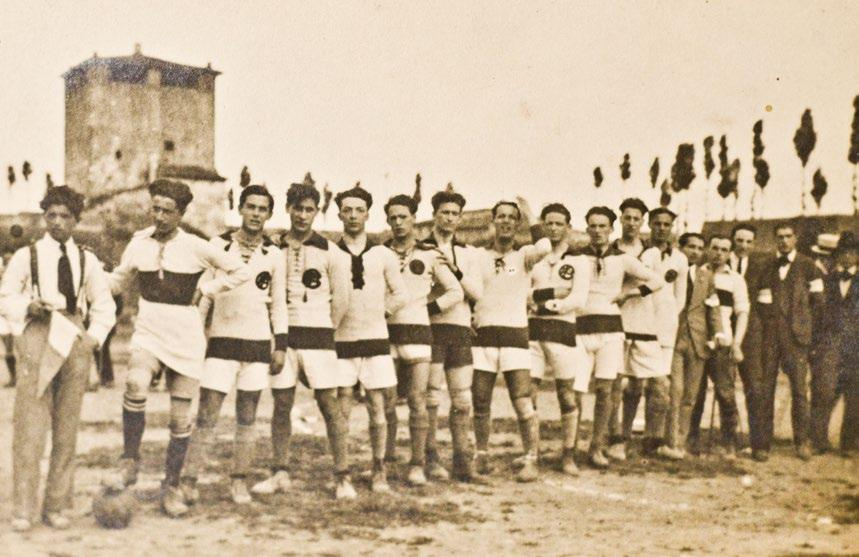
Il Pistoia FBC nel 1920

Nel corso del 1917, in aperta contrapposizione con la FIGC, nacque l'Unione Libera Italiana del Calcio, ente particolarmente tollerante in fatto di tesseramenti e campi di gioco. Il Pistoia FBC entrò presto in contatto con la nuova organizzazione e nel 1919 la dirigenza del Pistoia FBC dette vita al Comitato regionale libero di Pistoia, che sotto il patrocinio dell'ULIC organizzò alcune manifestazioni: la "Targa Chiozzotto", riservata a squadre under 18 (vinto dal Prato), la "Coppa Pistoia" e il "Campionato Pistoiese Libero del giuoco del calcio" (entrambi vinti dal Pistoia FBC). Fu quello l'anno del boom del calcio a Pistoia, con la nascita del comitato nacquero numerose nuove squadre e furono realizzati nuovi campi di gioco, tutti improvvisati e per questo non funzionali a eventuali iscrizioni in campionati federali.

### La trasformazione in U.S. Pistoiese
Nel corso del 1920 le due storiche società ginnastiche pistoiesi Libertas e Ferrucci, in disarmo dopo i drammi della prima guerra mondiale, iniziarono a promuovere la costituzione di una polisportiva nel tentativo di rilanciare lo sport cittadino. Il processo andò avanti con lentezza, causa la perdurante mancanza di un impianto sportivo vero e proprio. La tradizione popolare indica nel 21 aprile 1921 la creazione del nuovo club e la scelta dell'arancione come colore sociale, ma fino al tardo 1921 non si rinttacciano memorie scritte se non quando emersero le trattative per l'acquisto di un terreno da parte dell'industriale Ciro Papini. Il 9 dicembre 1921 sulla stampa cittadina apparve la notizia dell'elezione del primo consiglio direttivo dell'Unione Sportiva Pistoiese, primo atto formale della nascente società. Il 4 marzo 1922 l'US Pistoiese si costituì in società anonima cooperativa e il Pistoia FBC si sciolse per confluire nel nuovo sodalizio dando vita alla sua sezione calcio.